# Polystachya caloglossa
Polystachya caloglossa är en orkidéart som beskrevs av Heinrich Gustav Reichenbach. Polystachya caloglossa ingår i släktet Polystachya och familjen orkidéer. Inga underarter finns listade i Catalogue of Life.